# Denis Pétau
Denis Pétau, en latin Dionysius Petavius, né le 21 août 1583 à Orléans et mort le 11 décembre 1652 à Paris, est un théologien catholique et philologue français appartenant à l'ordre des Jésuites.

## Biographie

### Origines familiales et formation
Pétau étudie d'abord à Orléans), puis à Paris, à la faculté des arts, où il soutient une thèse pour le titre de maître ès arts, non en latin, mais en grec ancien. Après quoi il aux cours de la faculté de théologie de la Sorbonne. 
À Paris, il se lie d'amitié avec Isaac Casaubon (1559-1614), bibliothécaire du roi, ce qui lui permet de donner libre cours à sa passion pour l’étude des manuscrits grecs. Les deux hommes entretiendront ensuite une correspondance dans cette langue. 

### Carrière professorale et ecclésiastique (1603-1622)
Sur les conseils de Nicolas Ysambert (1565-1642), professeur de théologie à la Sorbonne depuis 1598, il sollicité avec succès la chaire de philosophie de l'université de Bourges (1603), où il reste deux ans. 
Rentré à Paris en 1604, il rejoint la compagnie de Jésus en 1605. Il entame alors une correspondance suivie avec Fronton du Duc, l'éditeur de Jean Chrysostome. Il part étudier la théologie à l'université de Pont-à-Mousson, institution jésuite, puis enseigne la rhétorique au collège jésuite des Bons Enfants (1609), qui a le statut d'université. 
En 1610, il est ordonné diacre à Orléans et est nommé chanoine de la cathédrale. Il enseigne la rhétorique à La Flèche (1613-1615) puis au collège de Clermont, aujourd'hui lycée Louis-le-Grand, à Paris (1618-1620). 
Au cours de cette dernière période, il correspond avec l'évêque d'Orléans Gabriel de L'Aubespine.

### Professeur de théologie positive (1622-1643)
À partir de 1622, il commence à enseigner la théologie positive au collège de Clermont, devenant bibliothécaire de cette institution en 1623, succédant à Fronton du Duc.
Au cours de cette période, il quitte la France à deux reprises : en 1629, il part enseigner l’histoire ecclésiastique à Madrid à la demande du roi d'Espagne Philippe IV ; en 1639, il se rend à Rome, à la demande du pape Urbain VIII.

### Dernières années (1643-1652)
Il met un terme à ses cours à l’âge de 60 ans, mais conserve la charge de bibliothécaire du collège de Clermont, poste qu'il occupe depuis 1623, succédant à Fronton du Duc.
Il consacre le reste de sa vie à la composition de son grand œuvre, la Dogmata theologica.

### Mort et funérailles
Au lendemain de sa mort, la mémoire de Pétau fut célébrée par Henri Valois, l'un de ses meilleurs étudiants, et par Leone Allacci dans un poème en grec composé sur la requête du pape Urbain VIII.

## Travaux
Pétau était l'un des hommes les plus érudits de son temps. Reprenant et prolongeant les recherches chronologiques de Joseph Juste Scaliger, il fit paraître en 1627 sur ces questions un Opus de doctrina temporum, réédité plusieurs fois par la suite : une version abrégée, intitulée Rationarium temporum, fut même traduite en français et en anglais, et réimprimée jusqu'en 1849.
La liste complète de ses œuvres n’occupe pas moins de 25 colonnes dans le dictionnaire bibliographique de Sommervogel : on y trouve, à côté d'écrits polémiques, des études de chronologie, d’histoire, de philosophie, de patristique, et d'histoire du dogme. Sa première édition des œuvres de Synesius (Synesii episcopi Cyrenensis opera), entreprise sur l'exhortation d'Isaac Casaubon, parut en 1612, au bout de dix ans de recherches ; il donna à la presse les discours de Thémistios et de Julien en 1613 et 1614 ; en 1616, il publiait le Breviarium historicum du patriarche Nicéphore; puis, à la suite d'essais poétiques et oratoires, une édition d’Épiphane de Salamine en deux tomes (1622, rééd. 1632), qu'il avait entreprise à la demande du père jésuite Jacques Gretser, et qui ne devait d'abord comporter qu'une traduction révisée de Janus Cornarius. En 1622 et 1623, il fit paraître trois pamphlets, les Mastigophores, et des commentaires très agressifs sur le Tertullien de Saumaise.
Parmi les premiers écrits de Pétau, on trouve quelques dissertations magistrales sur la chronologie ; Son traité De doctrina temporum de 1627, et ses Tabulæ chronologicæ (1628, 1629, 1633, 1657) surpassent de loin le De Emendatione temporum de Scaliger et annoncent les recherches des pères bénédictins dans les décennies suivantes. Une version abrégée parut en 1633 (rééd. en 1635, 1641, etc.) sous le titre de Rationarium temporum, dont on trouve de nombreuses traductions en français, anglais, et italien.
Simultanément, Pétau s'adonnait à la poésie grecque et latine, tout en composant de nombreux libelles contre Grotius, Saumaise, Arnauld, et d'autres. Il dédia en 1637 une traduction en vers grecs du Livre des Psaumes au pape Urbain VIII. Enfin, les trois premiers volumes de ses Dogmata theologica parurent en 1643 (mais sont datés de 1644) ; les deux tomes suivants parurent en 1650, et cette somme, restée inachevée à la mort de Pétau, ne fut jamais complétée malgré les tentatives de plusieurs auteurs. De nombreuses éditions de ces « Dogmata theologica » ont été publiées, y compris celle du théologien calviniste Jean Le Clerc, publiée à Anvers en 1700 ; la dernière édition en huit tomes de J. B. Fournials date de 1866-8. En 1757, le père F. A. Zaccaria le fit réimprimer à Venise avec des annotations et une notice ; en 1857, Passaglia et Schrader entreprirent à leur tour une édition critique mise à jour, mais ne firent paraître qu’un seul volume. Les lettres de Pétau, Epistolarum libri tres, ne furent publiées qu'à sa mort ; et bien que ce recueil soit loin d'être exhaustif, il donne une idée du degré de familiarité qu’il entretenait avec les plus éminents penseurs de l'Europe de son temps ; il donne aussi des renseignements uniques sur les dates de composition de ses œuvres et sur sa méthode d’étude.

## Œuvres

Dogmata theologica, 1757.

Si la renommée de Pétau repose principalement sur son traité inachevé, De theologicis dogmatibus, qui fut la première tentative systématique d’exposer le développement historique de la doctrine chrétienne, en interprétant les Écritures à partir des conciles et des Pères, il fut surtout reconnu de son vivant pour ses recherches sur la chronologie comparative (Annales de Pétau ou annales pétaviennes) ; nombre de ses contemporains ont fait son éloge, comme Pierre-Daniel Huet, Henri Valois, Hugo Grotius, Isaac Vossius, F. Clericus et Henri Noris. Ces recherches de chronologie sont aujourd’hui dépassées, et une liste de ses erreurs (inévitables à cette époque) a été dressée, alors que Pétau lui-même se flattait d'avoir relevé pas moins de 8 000 erreurs dans les Annales de Baronius.
Mais son principal titre de gloire est son travail sur la patristique et son importance pour l'histoire de la doctrine chrétienne, qui justifie son surnom de « Père de l’histoire du Dogme ». Le succès se fit d'abord attendre (ces textes valurent à leur auteur des accusations de l'intérieur même de son propre ordre religieux) mais il fut tenu en haute estime par ses étudiants et ses amis les plus clairvoyants (par ex. Valois et Huet). Il ne disposait pour cela que d’éditions très médiocres des Pères de l'Église, très inférieures à celles produits plus tard par les pères bénédictins. On ne connaissait plusieurs de ces textes qu'en traduction, ou par des manuscrits tardifs et peu amendés. Il n'avait que peu de prédécesseurs sur cette question et il dut faire pratiquement table rase des connaissances d'alors. Son programme d'étude avait à vrai dire déjà été ébauché par le père Melchior Cano, dans son De locis theologicis.
On a pu mettre en cause l'originalité du travail de Pétau : il aurait pu être inspiré par un traité similaire du cardinal Oregius († 1635), comme le prétend Zöckler, ou par la Confessio catholica de Jean Gerhard († 1627), comme le suppose Eckstein ; mais la Confessio catholica vise un propos tout différent, comme cela apparaît dès la première page ; des traités entiers, comme ceux consacrés au Christ, ne citent guère que trois ou quatre Pères de l’Église, et on n'y trouve rien de commun aux longs développements historiques des seize livres du De Incarnatione Verbi de Pétau.
Le rapport à Oregius, qui ne repose que sur la conversation d’un religieux de l'ordre des Minimes de Dijon rapportée dans le Voyage littéraire de deux bénédictins a été étudié en détail par le père François Oudin.
Les dissensions religieuses qui suivirent le Concile de Trente tournaient tous les esprits vers les premiers temps de l'Église, autant pour l'authentification des documents anciens que l'on publiait alors, que parce que la sophistication excessive de la Scolastique de la décadence poussait à un retour aux sources. Si Pétau fut lui-même sans aucun doute happé par ce courant spirituel, l’exécution de ses œuvres est toute personnelle.
Il expose son propos dans son épître dédicatoire au Général des Jésuites, et en divers passages de ses Prolegomena. Il exploite toutes les ressources accessibles aux théologiens à son époque par les sciences historiques. Il donne son sentiment en toute liberté, comme à propos du problème de la prédestination chez Augustin d'Hippone ou sur la Trinité chez les auteurs d'avant le Symbole de Nicée.
Son œuvre contient de précieux documents ; pour les théologiens, c'est un thésaurus des controverses patristiques. Pétau, comme Cano, s'est énormément préoccupé de soigner son style. S’il exagère les défauts des Scolastiques, il les défend contre les attaques d’Érasme. On le retrouve en polémiste dans ses Dogmata : après avoir présenté l'histoire des différents dogmes, il expose la réfutation de nouvelles hérésies.
Dans ses libelles, son style était généralement virulent ; ailleurs il est plus amène, comme lorsqu'il discute les arguments de Grotius, qui penchait pour une conversion au catholicisme.

## Hommages
Un cratère de la Lune, Petavius, porte son nom.